# Потиретама
Потиретама (порт. Potiretama) — муниципалитет в Бразилии, входит в штат Сеара. Составная часть мезорегиона Жагуариби. Входит в экономико-статистический микрорегион Серра-ду-Перейру. Население составляет 5910 человек на 2006 год. Занимает площадь 409,238 км². Плотность населения — 11,72 чел./км².

## История
Город основан 15 мая 1987 года.

## Статистика
- Валовой внутренний продукт на 2003 составляет 8.699.344,00 реалов (данные: Бразильский институт географии и статистики).
- Валовой внутренний продукт на душу населения на 2003 составляет 1.509,78 реалов (данные: Бразильский институт географии и статистики).
- Индекс развития человеческого потенциала на 2000 составляет 0,617 (данные: Программа развития ООН).